# Snemalec
Snemalec je oseba, ki upravlja s filmsko ali video kamero. Pri snemanju  filma je direktor fotografije vodja snemalne skupine. Pri snemanju na video z več kamerami je vodja snemalcev glavni med snemalci.